# .eg
.eg és l'actual domini de primer nivell territorial (ccTLD) d'Egipte, expressat en alfabet llatí. És administrat per la Xarxa d'Universitats d'Egipte i només pot ser sol·licitat per les entitats que disposin d'una marca comercial o individual registrada al país, així com els seus residents. El registre exigeix, a més, que el domini estiga hostatjat en servidors DNS egpicis. El domini en alfabet àrab és .مصر‎.
Durant les protestes del 2011 a Egipte, el domini .eg va ser desconnectat pel govern.